# Franz Cerny
Franz Cerny (* 31. Januar 1906 in Berlin; † 19. Juli 1943 in Anomanolas, Griechenland) war ein kommunistischer Politiker und Widerstandskämpfer.

## Leben
Seine Eltern waren aus dem tschechischen Gebiet Österreichs eingewandert. Nach Volksschule und Kürschnerlehre machte er sich mit 25 Jahren selbständig, um der Arbeitslosigkeit zu entkommen.

### In KPD, KPD-O und Arbeitersport
1926 trat er der KPD bei. Da er 1928 gegen den neuen ultralinken Kurs der  RGO-Politik, wie auch gegen die Sozialfaschismusthese opponierte, wurde er ausgeschlossen. Anfang 1929 wurde F. Cerny Mitglied der Kommunistischen Partei-Opposition. In dem großen überparteilichen Arbeiter- und Sportverein Fichte, der von KPD-Mitgliedern geleitet wurde, begann die Führung den gleichen Spaltungskurs, wie in den freien Gewerkschaften. F. Cerny widersetzte sich dieser neuen Politik. Er verließ mit einer größeren Sportlergruppe die Organisation und gründete die Freie Sportvereinigung Fichte (FSF). Die FSF blieb Mitglied im Arbeiter-Turn- und Sportbund (mit Sitz in Leipzig); der Verein wurde zu einem Sammelpunkt im Arbeiterbezirk Berlin-Kreuzberg. Neben Turnen und Sport wurde eine intensive  sozialistische Bildungsarbeit betrieben, und man bemühte sich um eine antifaschistische Einheitsfront.

### Widerstand
In der KPD-Opposition unterstützte er die illegale Arbeit nach 1933, wurde im Sommer 1934 verhaftet und im April 1935 zu zweieinhalb Jahren Zuchthaus verurteilt, die er in Brandenburg verbüßte. Danach wurde er in die Tschechoslowakei ausgewiesen, wo er wieder als Kürschner arbeitete. Dort wurde er bald zum tschechischen Militärdienst eingezogen. Nach der Okkupation der CSR durch die deutsche Wehrmacht im März 1939 wurde er erneut von der Wehrmacht einberufen, jetzt als ehemaliger politischer Gefangener zu den „Bewährungsbataillonen“ der 999er. Zur „Ausbildung“ kam er auf den Heuberg in Württemberg, Standort für die Wehrmacht und für ein KZ.
Von dort kam er nach Griechenland, wo er bei den 999ern seine Widerstandsaktivitäten fortsetzte. Er sammelte Freunde und plante einen organisierten Gruppenübertritt zu den griechischen Partisanen. Einer der Soldaten verriet ihn. Um seine Freunde zu retten, nahm er alle Verantwortung auf sich. Er wurde zum Tode verurteilt. Sein Bataillonskommandeur berichtete:„Fall Schtz. Cerny. Er hatte es verstanden, innerhalb der 8. Kompanie Leute zu gewinnen, die sich bereit erklärten, im Falle eines Angriffs die Waffen gegen die eigenen Vorgesetzten zu richten und überzulaufen. Hierbei handelte es sich um durchweg politisch Vorbestrafte, 1 Todesurteil und 3 Zuchthausstrafen von je 5 Jahren mussten verhängt werden. 4 Freisprüche sind mangels Beweises erfolgt. Es ist als sicher anzunehmen, dass der Kreis Cerny ein viel größerer war und auch heute noch ähnliche Kreise in anderen Kompanien bestehen. Cerny und seinen Mittätern gelang es, durch tadellose Führung, Diensteifer und gutes soldatisches Auftreten ihre Vorgesetzten so zu täuschen, dass sie besonderes Vertrauen genossen haben. C. war z. B. als Melder im Kompanie-Trupp verwendet, die anderen als Offz.-Burschen usw.“
Am 19. Juli 1943 wurde er in Anomanolas hingerichtet.
Sein Sohn war der Historiker Jochen Cerny (1934–2018).